# 橋詰大慧
橋詰 大慧（はしづめ たいせい、1997年3月21日 - ）は、和歌山県海南市出身の元陸上競技選手。専門は中距離・長距離走。和歌山県立和歌山北高等学校、青山学院大学文学部史学科卒業。SGホールディングス陸上競技部に所属していた。

## 経歴
- 海南市立下津第二中学校では2・3年時に全国中学校駅伝大会に連続出場[3][4]、3年時には都道府県対抗駅伝にも出場している[5]。
- 和歌山北高校では全国高校駅伝に3年連続で出場し、3年時の第65回大会ではエースの集う1区で区間2位の実績を残す[6]。3年時のインターハイでは1500mで4位入賞。
- 2015年、青山学院大学に進学。2年時の箱根駅伝選考前のレースでは自己ベストを更新し選抜合宿のメンバーに入ったが、左脚のシンスプリント（過労性骨膜炎）により第93回箱根駅伝のエントリーメンバーから外れた。
- 2017年1月の都道府県対抗駅伝では和歌山県代表として出場（3区区間29位）。この際、高校時代の監督（当時和歌山県代表の監督）から『お前のことを応援している人が地元にはたくさんいるから、がんばれ』と声をかけられ、練習に集中できるようになったという。
- 2017年3月の日本学生ハーフマラソンでは季節外れの暑さの中で、自己ベストで5位に入る走りを見せた[7]。
- 大学3年時は関東インカレ2部10000mで6位（日本人2位）となるなどトラックでも実績を残し、第29回出雲駅伝で学生駅伝デビュー。最長区間の6区で区間6位であった。しかし第49回全日本大学駅伝は左アキレス腱痛、第94回箱根駅伝も右太もも肉離れのためともに当日エントリー変更となった。
- 大学4年時のホクレンディスタンスチャレンジ北見大会5000mでは、一色恭志（現NTT西日本）が保持していた大学記録を1秒90更新した[8]。
- 第30回出雲駅伝では1区を担当。相澤晃（東洋大学）・荻久保寛也（城西大学）のロングスパートには反応せず第2集団で冷静にレースを進め、残り700mで先頭に立つと一気にスパートしトップでタスキリレー。チームはその後一度も首位の座を明け渡すことなく2年ぶりの優勝を飾った[9]。
- 最初で最後の出場となった第95回箱根駅伝では1区を担当。六郷橋の上りで西山和弥（東洋大学）が仕掛けるとピタリと後ろにつけたが、六郷橋の下りで引き離された。それでも粘りの走りで区間賞の西山と6秒差の3位でタスキリレー[10][11]。1区の役割を充分に果たしたがその後チームは往路6位・総合2位に終わった[12]。
- SGホールディングスグループ入社後、関西実業団駅伝では2019年・2020年と2年連続7区で区間賞を獲得。
- 2022年3月にSGホールディングス陸上競技部を退部し、陸上競技を引退した[13]。

## 戦績

### 主な戦績
| 年     | 大会                                   | 種目(区間)     | 順位 | 記録          | 備考           |
| ------ | -------------------------------------- | -------------- | ---- | ------------- | -------------- |
| 2012年 | 第17回全国都道府県対抗男子駅伝競走大会 | 2区(3km)       | 21位 | 9分00秒       | チーム総合40位 |
| 2012年 | 第63回全国高等学校駅伝競走大会         | 2区(3km)       | 12位 | 8分39秒       | チーム総合18位 |
| 2013年 | 第64回全国高等学校駅伝競走大会         | 1区(10km)      | 35位 | 30分44秒      | チーム総合44位 |
| 2014年 | 第19回全国都道府県対抗男子駅伝競走大会 | 1区(7km)       | 19位 | 20分28秒      | チーム総合30位 |
| 2014年 | 第65回全国高等学校駅伝競走大会         | 1区(10km)      | 2位  | 29分42秒      | チーム総合41位 |
| 2015年 | 第20回全国都道府県対抗男子駅伝競走大会 | 1区(7km)       | 13位 | 20分25秒      | チーム総合33位 |
| 2016年 | 第21回全国都道府県対抗男子駅伝競走大会 | 7区(13km)      | 34位 | 39分27秒      | チーム総合41位 |
| 2016年 | 第38回神奈川マラソン                   | ハーフマラソン | 3位  | 1時間03分36秒 |                |
| 2017年 | 第22回全国都道府県対抗男子駅伝競走大会 | 3区(8.5km)     | 29位 | 25分14秒      | チーム総合38位 |
| 2017年 | 第39回神奈川マラソン                   | ハーフマラソン | 4位  | 1時間02分56秒 |                |
| 2017年 | 第20回日本学生ハーフマラソン選手権大会 | ハーフマラソン | 5位  | 1時間02分46秒 | 自己記録       |
| 2017年 | 第96回関東学生陸上競技対校選手権大会   | 10000m         | 6位  | 28分56秒06    | 入賞           |
| 2018年 | 第97回関東学生陸上競技対校選手権大会   | 5000m          | 4位  | 14分06秒28    | 入賞           |
| 2018年 | ホクレンディスタンスチャレンジ2018     | 5000mA         | 2位  | 13分37秒75    | 自己記録       |
| 2019年 | 第24回全国都道府県対抗男子駅伝競走大会 | 3区(8.5km)     | 5位  | 24分21秒      | 総合9位        |

### 大学駅伝戦績
| 学年(年度)         | 出雲駅伝                    | 全日本大学駅伝              | 箱根駅伝                         |
| ------------------ | --------------------------- | --------------------------- | -------------------------------- |
| 1年生 （2015年度） | 第27回 ー - ー 出走なし     | 第47回 ー - ー 出走なし     | 第92回 ー - ー 出走なし          |
| 2年生 （2016年度） | 第28回 ― - ― 出走なし       | 第48回 ー - ー 出走なし     | 第93回 － - － 出走なし          |
| 3年生 （2017年度） | 第29回 6区-区間6位 30分54秒 | 第49回 － - － 出走なし     | 第94回 － - － 出走なし          |
| 4年生 （2018年度） | 第30回 1区-区間賞 23分15秒  | 第50回 2区-区間5位 32分21秒 | 第95回 1区-区間3位 1時間02分41秒 |

## 自己記録
- 1500m - 3分49秒10（2019年5月12日、第63回関西実業団陸上競技選手権大会）
- 3000m - 8分16秒95（2018年7月15日、第69回青山学院大学対東北学院大学陸上競技定期戦）
- 5000m - 13分37秒75（2018年7月7日、ホクレンディスタンスチャレンジ2018北見大会）
- 10000m - 28分28秒08（2018年11月24日、10000m記録挑戦競技会）
- ハーフマラソン - 1時間01分46秒（2020年2月2日、第74回香川丸亀国際ハーフマラソン）